# Per Knut Aaland
Per Knut Aaland, född den 5 september 1954, är en norsk före detta längdåkare.
Aaland var aktiv under slutet av 1970-talet och början av 1980-talet. Han deltog i olympiska vinterspelen 1980 i Lake Placid där han var med i det norska stafettlag som tog silver.